# Gomortega
Gomortega, biljni rod smješten u vlastitu porodicu Gomortegaceae, dio reda lovorolike. Jedina vrsta je aromatsko vazdazeleno drvo G. keule, iz obalnog pojasa središnjeg Čilea, danas ograničeno na maleno područje, te je u opasnosti od nestanka. 
To je vitko drvo koje može narasti do 30 metara visine. Drvo je kvalitetno, a žuti plodovi su jestivi.
Ime roda dano je u čast prvog direktora madridskog botaničkog vrta, Gomeza Mortege.
- Opis1
- Opis2